# Пак, Феликс Фёдорович
Фе́ликс Фёдорович Пак (род. 1954) — советский боксёр, представитель легчайшей и наилегчайшей весовых категорий. Выступал на всесоюзном уровне в начале 1970-х — середине 1980-х годов, чемпион СССР, победитель и призёр турниров международного значения, участник чемпионата Европы в Галле и чемпионата мира в Белграде. Мастер спорта СССР международного класса (1975). Также известен как тренер по боксу и предприниматель.

## Биография
Феликс Пак родился в 1954 году, этнический кореец. Окончил Андижанский государственный педагогический институт, где учился на факультете физического воспитания. На соревнованиях представлял Советскую Армию и город Ташкент.
Впервые заявил о себе в 1973 году, став обладателем Кубка СССР по боксу. Год спустя выиграл серебряную медаль на первенстве Европы среди юниоров в Киеве, занял первое место на международном турнире в Польше. Ещё через год выступил на VI летней Спартакиаде народов СССР в Ташкенте, где также разыгрывался чемпионат СССР по боксу, и в зачёте легчайшей весовой категории завоевал награду серебряного достоинства, уступив в решающем финальном поединке Виктору Рыбакову. По итогам сезона удостоен почётного звания «Мастер спорта СССР международного класса».
На чемпионате СССР 1976 года в Свердловске Пак получил бронзу, на стадии полуфиналов потерпел поражение от армянина Давида Торосяна. Принял участие в матчевой встрече со сборной США, выиграв у титулованного американского боксёра Бернарда Тейлора.
В 1977 году на чемпионате СССР во Фрунзе Пак одолел всех своих соперников в легчайшем весе и стал новым чемпионом страны по боксу. Попав в основной состав советской национальной сборной, он выступил на чемпионате Европы в Галле, но был остановлен здесь уже в 1/8 финала. Помимо этого, одержал победу на международном турнире «Золотой пояс» в Бухаресте, где в частности взял верх над титулованным кубинцем Адольфо Ортой.
Находясь в числе лидеров боксёрской команды Советского Союза, в 1978 году Феликс Пак отправился защищать честь страны на чемпионате мира в Белграде, но так же в число призёров не попал, остановившись на стадии 1/8 финала.
Последний раз показал сколько-нибудь значимый результат на всесоюзном уровне в сезоне 1984 года, когда на чемпионате СССР в Ташкенте стал серебряным призёром в зачёте наилегчайшей весовой категории — в финале его победил представитель Днепропетровска Юрий Вилищук.
Всего в любительском олимпийском боксе провёл 180 боёв, из которых выиграл 150. После завершения спортивной карьеры занимался тренерской деятельностью, занимал должность старшего тренера по боксу в добровольном спортивном обществе Профсоюзов. Впоследствии стал предпринимателем.